# Hottonia inflata
Hottonia inflata är en viveväxtart som beskrevs av Ell. Hottonia inflata ingår i släktet vattenblinkar, och familjen viveväxter. Inga underarter finns listade i Catalogue of Life.

## Bildgalleri

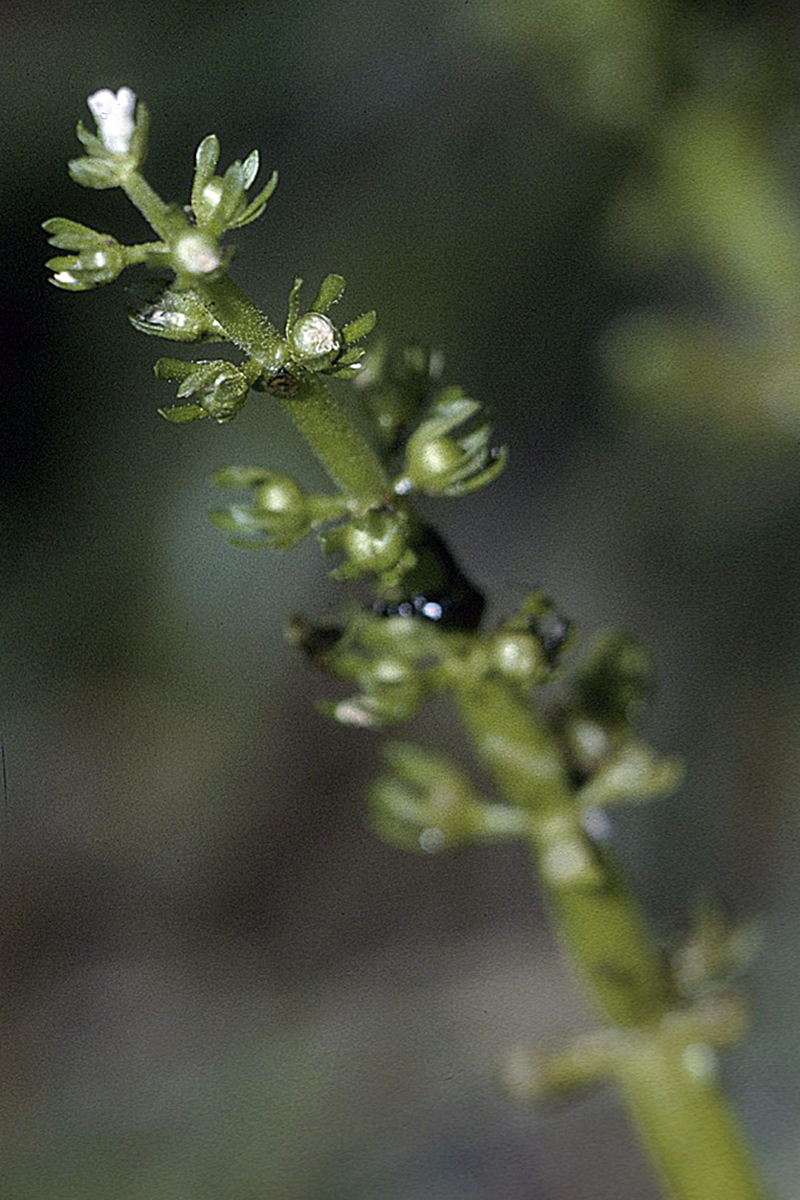
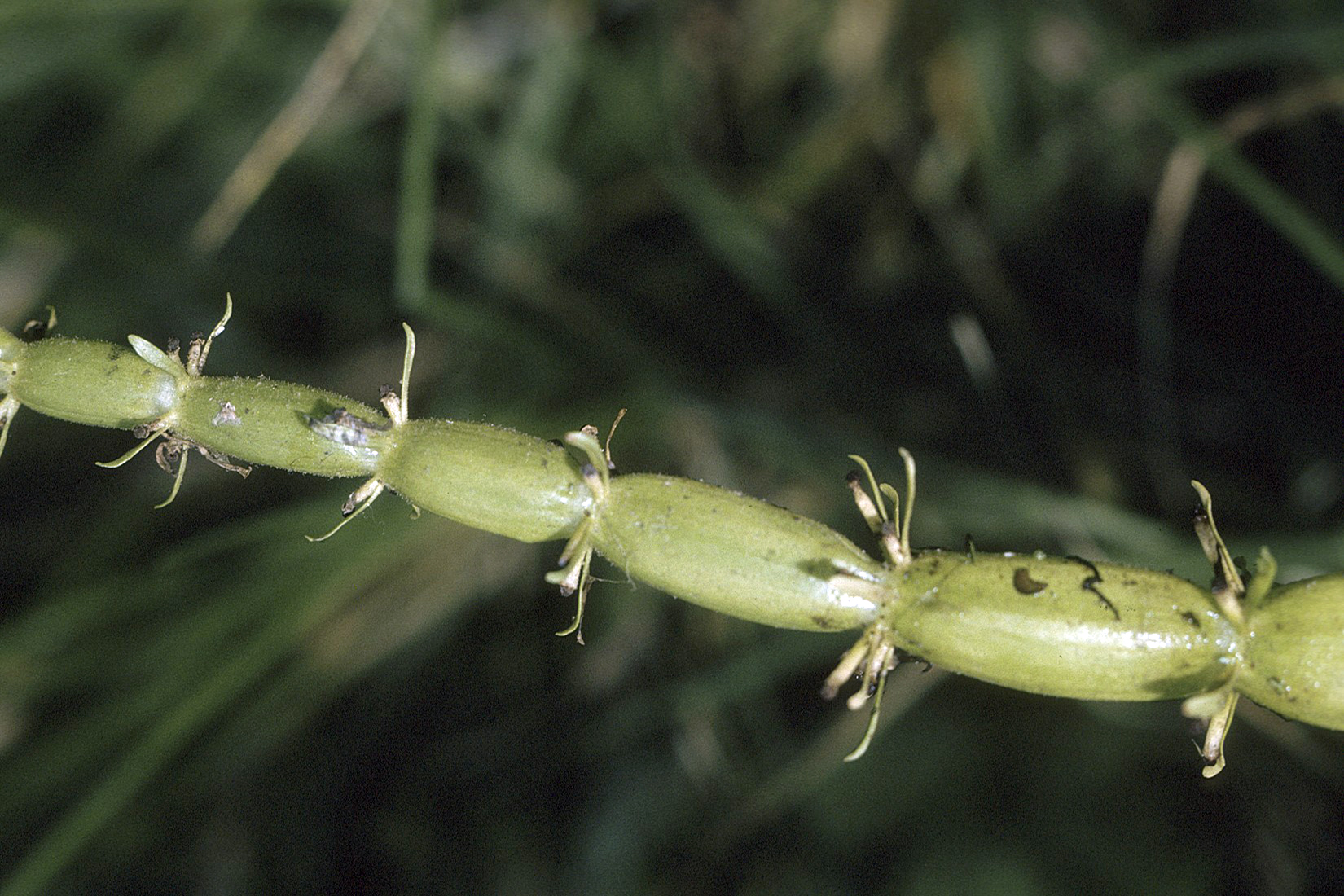